# 康奈尔学院
康奈尔学院（Cornell College）是位于美国艾奥瓦州芒特弗农的私立文理学院。该校始建于1853年，原名为艾奥瓦联盟神学院（Iowa Conference Seminary）。1857年，学校的创办者将校名改为康奈尔学院，以纽约钢铁商人及卫理公会慈善家威廉·韦斯利·康奈尔命名，学校的更名举措是期望获得康奈尔的大笔捐赠。然而这自作主张的行为未受到康奈尔本人的喜欢，他最终只捐赠了一千美元。康奈尔的校名未受影响，一直保留了下来。
此外，威廉·韦斯利·康奈尔的远房堂兄埃兹拉·康奈尔捐出50万美元和价值约500万美元的土地，于1865年在紐約州伊薩卡创办了的康奈尔大学。两所大学起初的办学理念相距甚远，康奈尔学院是由卫理公会神学院转换而来，而康奈尔大学自创办之初就坚决反对教会介入。1870年，康奈尔学院创始人曾致信埃兹拉·康奈尔，提出如果他能够捐赠资金，那么康奈尔学院可以改成其他名字以免混淆。埃兹拉·康奈尔没有接受该提议，并表示自己创办康奈尔大学时，都没听过艾奥瓦州还有这么个学校。
康奈尔学院与中国吉林省吉林市的北华大学有合作教育项目，并受到中华人民共和国教育部资格认定。